# Sonate pour violoncelle et piano de Zemlinsky
Pour les articles homonymes, voir Sonate pour violoncelle et piano.

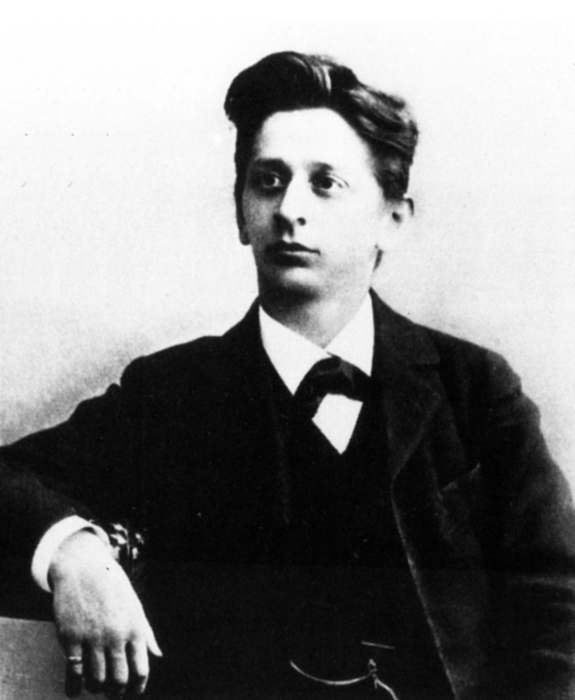
Alexander von Zemlinsky.

La sonate pour violoncelle et piano en la mineur est une œuvre écrite par Alexander von Zemlinsky en 1894.
Il s'agit d'une œuvre de jeunesse, composée à l'âge de 23 ans et créée le 24 avril 1894 par Friedrich Buxbaum au violoncelle. Zemlinsky a écrit deux ans plus tôt trois pièces, également pour violoncelle et piano. Les deux partitions ont été dédiées et données à Friedrich Buxbaum, premier violoncelliste de l'orchestre de l'opéra de Vienne et ont été par la suite oubliées. Elles se sont retrouvées, finalement, dans les mains du pianiste Peter Wallfisch sous forme de photocopies de mauvaise qualité et retranscrites. Son fils, le violoncelliste Raphael Wallfisch en fait le premier enregistrement mondial en 2007 avec le pianiste John York.
Elle se compose de trois mouvements et sa durée d'exécution est d'environ une demi-heure.
- Mit Leidenschaft: Allegro
- Andante
- Allegretto